# ليث تحسين
ليث تحسين عسل (ولد في 11 نوفمبر 1996) هو لاعب كرة قدم عراقي يلعب في نادي النفط، ومنتخب العراق الاولمبي في مركز لاعب وسط. سجل هدفًا في  البطولة العربية للأندية 2018/2019 عن المجموعة الرابعة.